# Yago De Moura Santiago
Yago De Moura Santiago (ur. 17 kwietnia 1992) – brazylijski szachista, arcymistrz od 2017 roku.

## Kariera szachowa
W mistrzostwach Brazylii w 2022 roku, zajął 2. miejsce, zdobywając 9 punktów. W turnieju Cabo Verde Chess Open, uplasował się na drugiej pozycji z 7 punktami. Zakwalifikował się do Pucharu Świata w szachach 2023, gdzie w pierwszej rundzie został pokonany przez Maxime Lagarde.
Najwyższy ranking w dotychczasowej karierze osiągnął 1 lipca 2022 roku, z wynikiem 2513 punktów.